# Charles-Auguste Bonnamy de Bellefontaine
Pour les articles homonymes, voir Bonnamy.
Charles-Auguste Bonnamy de Bellefontaine, né le 18 août 1764 à Maillezais et mort le 7 août 1830 à La Flocellière (Vendée), est un général français de la Révolution et de l’Empire.

## Biographie
Charles Auguste Jean Baptiste Louis Joseph Bonnamy de Bellefontaine est le fils de Charles Auguste Jean Louis Bonnamy de Bellefontaine, sieur de Rivoire, avocat au parlement, conseiller du roi, maître des eaux et forêts à Fontenay-le-Comte, et de Marie Anne Alquier (demie-sœur de Charles-Jean-Marie Alquier). Il est en même temps le cousin du même Charles-Jean-Marie Alquier, dont la mère est une sœur de son père.
Marié à Victoire Marie Louise Palierne de La Haudussais, fille de René Charles Palierne, sieur de la Haudussais, notaire et procureur de Blain, procureur fiscal de la juridiction de Rongeul, et d'Anne Magdeleine Colomiès, et cousine germaine de René Palierne de La Haudussais, il est le grand-père d'Arthur Alquier et de l'amiral Louis-Victor Alquier.

### États de service
Il s'enrôle en 1791, dans le 1er bataillon de volontaires de la Vendée, et il est nommé en 1792, sous-lieutenant de cavalerie, et fait en cette qualité les campagnes de Belgique et de Champagne, sous Charles François Dumouriez. Après la défection de ce général, il passe en Vendée, d'où il revient en 1794, avec le général François Séverin Marceau. Peu après, Jean-Baptiste Kléber en fait son chef d'état-major, et il se distingue dans plusieurs occasions, notamment au blocus de Mayence en octobre 1795. Accusé en 1796, d'avoir favorisé les approvisionnements de la garnison autrichienne d'Ehrenbreitstein, que les Français tenaient bloquée, il parvient à se disculper, mais il cesse d'être employé pendant deux ans. 
Cependant en 1798, il suit à Rome le général Championnet, qui le choisit pour son chef d'état-major. Promu général de brigade le 15 décembre 1798, il se distingue dans la rapide invasion du royaume de Naples, mais, il est accusé de nouveau d'avoir pris part aux abus qui causent la disgrâce du général en chef. Il est arrêté pour des faits de corruption, de vols, de prévarication et ne doit sa liberté qu'à la Révolution qui renverse une partie des Directeurs. C'est à cette époque qu'il publie, sous le titre de Coup d'œil rapide sur les opérations de la campagne de Naples jusqu'à l'entrée des Français dans cette ville, un ouvrage, dont le but principal était sa justification, mais qui offre cependant quelques renseignements utiles pour l'histoire. Il est encore en Italie en 1800, et il participe au triomphe de la bataille de Marengo.
Il fait partie de l'expédition de Russie et s'y distingue dans plusieurs occasions, mais c'est surtout à la bataille de la Moskowa où il est blessé qu'il s'illustre par l'un des plus beaux faits d'armes de cette guerre. Ayant reçu l'ordre d'attaquer, au centre de l'armée russe, la terrible redoute où quarante pièces de canon vomissent incessamment la mort, il se met à la tête du 30e régiment, essuie de nombreuses décharges de mitraille, perd la moitié de sa troupe, et devient, avec le reste, maître du redoutable retranchement. Mais, attaqué aussitôt par d'innombrables masses d'infanterie, il veut encore résister, voit tomber à ses côtés le dernier de ses soldats, est lui-même percé de vingt coups de baïonnette et laissé pour mort sur le champ de bataille. Il tombe au pouvoir des Russes, qui le gardent vingt-deux mois prisonnier. Il revient en France en 1814. 
Après le retour de Napoléon Ier, il est nommé député au Champ de Mai, et lorsque l'armée se retire derrière la Loire, il est chargé d'y conduire tous les dépôts et magasins, qu'il réussit ainsi à conserver à la France.
Resté sans fonctions après le licenciement, il rentre dans la vie privée et meurt le 7 août 1830, à La Flocellière, commune de son château. Il laisse le souvenir d'un aventurier ainsi que d'un bon militaire, adroit meneur d'homme, combattant et chef de valeur, révolutionnaire puis bonapartiste convaincu, patriote, courageux, héroïque, mais peu honnête.

## Source
- « Charles-Auguste Bonnamy de Bellefontaine », dans Charles Mullié, Biographie des célébrités militaires des armées de terre et de mer de 1789 à 1850, 1852 [détail de l’édition]
- « Cote LH/282/18 », base Léonore, ministère français de la Culture